# 肥後古代の森
肥後古代の森(ひごこだいのもり)は、熊本県北部菊池川流域に分布する数多くの装飾古墳群を同流域の山鹿市、鹿央町、菊水町で整備を進めた風土記の丘。
熊本県北を流れる菊池川の流域は温暖な気候と風土、肥沃な土壌に恵まれ、流域文化を形成しており、肥後古代の森は山鹿地区、菊水地区、鹿央地区から成る広域歴史公園である。この菊池川硫域は、全国でも有数の装飾古墳群地帯で、原始美術を通じて古代の人々の声と精神世界に出会える最も魅力的なミステリーゾーンとなっている。

## 肥後古代の森・鹿央地区
肥後古代の森鹿央地区(Higo Ancient Forest Park (Kaoh area)、14ha)は、県立装飾古墳館を中心に岩原古墳群と地域交流施設 から構成されている。これらの装飾古墳群は、石室内の装飾だけではなく敷地条件を巧みに利用し、自然と一体となった美の世界に誘う。復元整備をとおして、古代人の計画的なトプランや洗練された感性と審美観には驚かるを得ない。古代の精神世界の豊かさを現代から未来に、継承·伝道する役割を担っている。作品では、古代世界とふるさとの大地を基調にして、より身近な郷土遺産の価値と資質を引き出す造園空間の創出を目標においた。ふるさとの大地に誇りをもって暮らせる精神的満足感（郷土愛）を新たな地域文化の醸成に転化させている。交通:九州縦貫自動車道植木インターより車で10分。山鹿市バスターミナルから車で10分。
事業主体：熊本県文化課・山鹿土木事務所・鹿央町役場。設計：平嶋孝（計画・設計・監理）栄田健二郎、松尾京侍、山口行雄（設計）平嶋康江、山本久子（設計積算）。施工：（株）翠松園、（株）森田緑化造園、芹川造園、原田造園。（株）熊本石材、（株）ソリッド、東邦パーライト（株）岩尾磁器工業（株）。古墳公園県立装飾古墳館 鹿央物産館があり、工期：平成元年10月から平成4年8月。

## 肥後古代の森・菊水地区
肥後古代の森菊水地区（Higo Ancient Forest Park (Kikushui area)、25ha)は、3地区のなかでも菊池川のほとりに位置し、縄文時代から祖先たちがふるさとの文化を築いてきた水辺である。装飾古墳群の歴史的背景や置かれた環境を流域文化の視点で体験できる総合歴史公園として整備している。また、新たな地域文化を創出し、地域経済を活性化させる「よりどころ」として肥後の民家村、江田川水辺公園等有料交流施設の充実も図っている。水辺の生活文化を楽しみ自然とのふれあいを通して、ふるさと環境文化への理解と認識を高め、郷土愛を広げる中心的な役割を高めている。交通：九州縦貫自動車道菊水インターより車で5分、JR鹿児島本線玉名駅下車タクシーで15分。
所在地：熊本県玉名郡菊水町宇江田。事業主体：熊本県文化課・玉名土木事務所・菊水町役場。設計：平嶋孝（計画・設計）、北野隆（建築指導）栄田健二郎、平嶋康江、山本久子（設計積算）後藤久憲、西山智宏、松尾京侍（造園設計）、梅田彰（建築）、京健二郎（設備）。施工：（株）木村組。古墳公園、石人の丘、縄文の村、肥後の民家村、江田川水辺公園があり、工期：平成元年10月から平成4年3月。